# カレニア・ブレビス
カレニア・ブレビス（Karenia brevis）は海洋性の渦鞭毛藻の一種である。神経毒であるブレベトキシンを産生する有毒渦鞭毛藻である。

## 形態
カレニア・ブレビスは単細胞の植物プランクトンである。細胞の形状は 18-40 x 15-70 µm と扁平で、2本の鞭毛により水中を回転しながら遊泳する。細胞内には 10-20 個の葉緑体を持っており、光合成を行う独立栄養生物である。この葉緑体は板状で黄褐色（クロロフィル a/c 型）をしており、ハプト藻の3次共生に由来する。

## 分布
世界各地の沿岸域に分布し、特にメキシコ湾やフロリダ近海に普通である。日本近海では東京湾以西で確認されている。近年は九州の養殖場近海でも発生が見られる。カレニア・ブレビスは大発生して赤潮を形成する場合があり、毒素の産生等により海洋生物や海鳥の大規模斃死を引き起こす。